# RTV Utrecht
RTV Utrecht, voluit Radio Televisie Utrecht is de regionale omroep voor de provincie Utrecht.
RTV Utrecht ontstond uit een fusie in het najaar van 2002 tussen Radio M (station voor Midden Nederland) en Omroep Utrecht RTV (de stadsomroep van Utrecht). De omroep heeft twee televisiezenders: RTV Utrecht en UStad (lokaal kanaal voor de stad Utrecht) en twee radiozenders: Radio M Utrecht en Bingo FM. Ook participeert RTV Utrecht in het radiostation FunX.

## Programma's
Het dagelijkse nieuwsprogramma van RTV Utrecht op televisie heet U Vandaag. Andere actualiteitenprogramma's zijn onder meer Bureau Hengeveld (het regionale opsporingsprogramma), De Kwestie en U Online.
Op de lokale tv-zender UStad zijn er vijf edities van het programma U in de wijk, met wijknieuws uit Overvecht, Zuilen, Ondiep (onder de naam Ondiep TV), Kanaleneiland en Leidsche Rijn.
Bekende mediapersoonlijkheden die regelmatig op RTV Utrecht te zien zijn, of een eigen programma hebben, zijn historicus Maarten van Rossem, muzikant Henk Westbroek, advocaat Willem Jan Ausma, presentatrice Evelien de Bruijn en zanger Toni Peroni.

## Bekende (oud-)medewerkers
- Annette Barlo
- René van den Berg
- Evelien de Bruijn
- Edo Brunner
- Sofie van den Enk
- Bert Kous
- Conny Kraaijeveld
- Hilde Kuiper
- Paul van der Lugt
- Rozemarijn Moggré
- Anita Sara Nederlof
- Mari Carmen Oudendijk
- Riks Ozinga
- Maarten van Rossem
- Marc van Rossum du Chattel
- Bart Spring in 't Veld
- Sanne Staarink
- Maarten Steendam
- Annechien Steenhuizen
- Ardy Stemerding
- Coen Swijnenberg